# Гнилиця (Сумський район)
Гнили́ця — село в Україні, у Миропільській сільській громаді Сумського району Сумської області. Населення становить 81 осіб. До 2016 орган місцевого самоврядування — Сіннівська сільська рада.
Після ліквідації Краснопільського району 19 липня 2020 року село увійшло до Сумського району.

## Географія
Село розташоване на березі річки Гнилиці, яка через 3 км впадає в річку Рибиця. Село оточене великим дубовим лісом. На відстані 3 км розташовані села Сінне та Осоївка.

## Історія
Село постраждало внаслідок геноциду українського народу, проведеного урядом СССР 1923—1933 та 1946–1947 роках[джерело?].

## Населення

### Мова
Розподіл населення за рідною мовою за даними перепису 2001 року:
| Мова            | Кількість | Відсоток |
| --------------- | --------- | -------- |
| українська      | 77        | 95.06%   |
| білоруська      | 2         | 2.48%    |
| російська       | 1         | 1.23%    |
| інші/не вказали | 1         | 1.23%    |
| Усього          | 81        | 100%     |

## Відомі уродженці
- Заїка Володимир Костянтинович (1961) — академік Лісівничої академії наук України.[4]